# 韦尔
韦尔（德語：Werl，發音：[vɛʁl] ⓘ）是德国北莱茵-威斯特法伦州阿恩斯贝格行政区索斯特县的城市，面积76.35平方千米，2023年12月31日人口为30,938人。